# Белорусско-китайские отношения

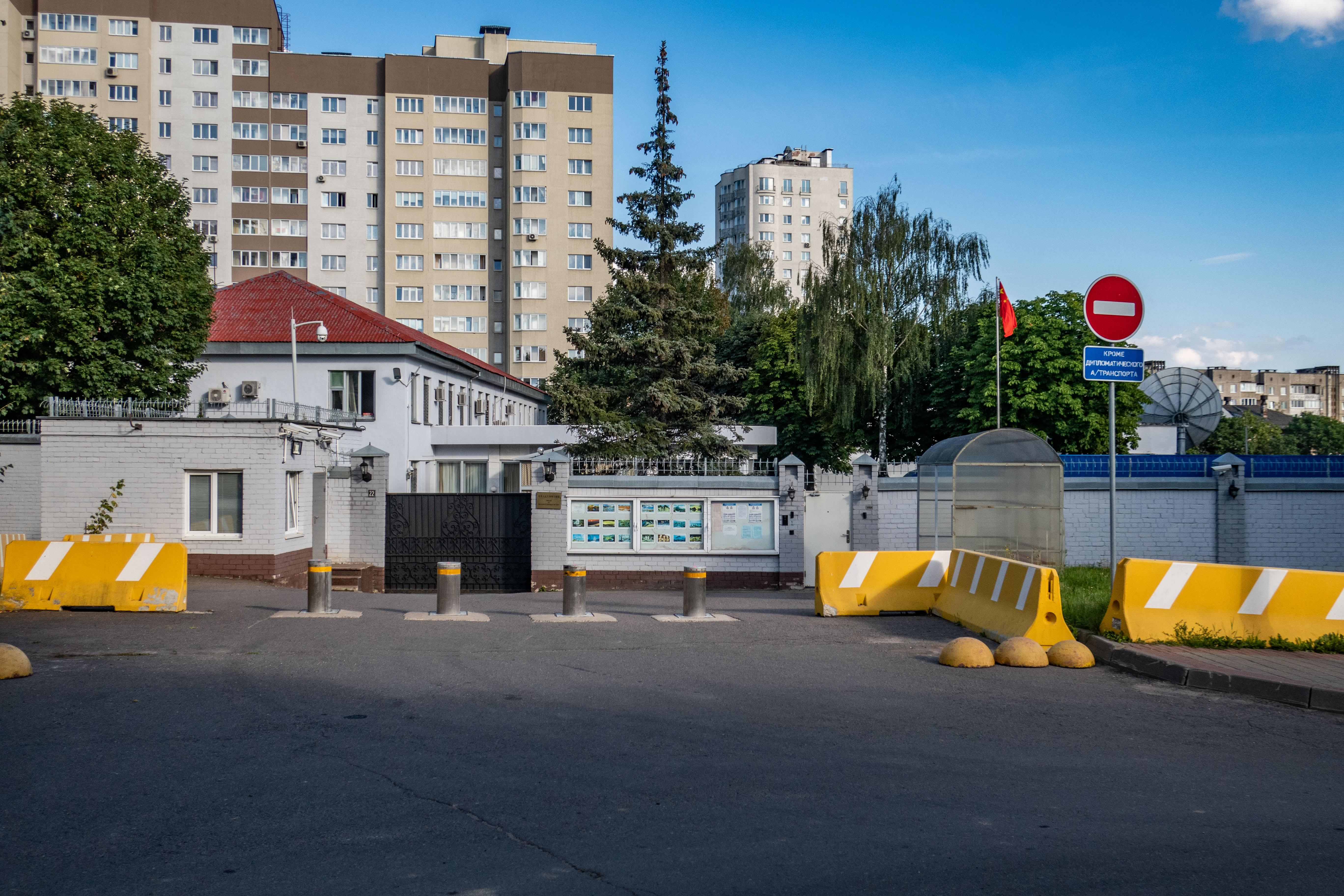
Посольство Китая в Минске

Дипломатические отношения между Республикой Беларусь и Китайской Народной Республикой были установлены в январе 1992 года.
В настоящее время послом Беларуси в КНР является Александр Червяков (с ноября 2023 года), послом КНР в Беларуси — Се Сяоюн.
Страны являются членами ШОС. Китай входит в БРИКС, в то время как Беларусь является страной-партнёром.

## Общая характеристика стран
|                                | Беларусь                 | Китай               |
| ------------------------------ | ------------------------ | ------------------- |
| Площадь, км²                   | 207 600                  | 9 596 960           |
| Население, чел.                | 9 475 174                | 1 404 328 611       |
| Государственное устройство     | президентская республика | народная республика |
| Объём ВВП (ППС), $ млрд        | 150,2                    | 7 318               |
| ВВП на душу населения (ППС), $ | 16 000                   | 4 264               |

## Политическое сотрудничество
Как заявил в мае 2002 года на встрече с начальником Генштаба НОАК Фу Цюанью президент Республики Беларусь Александр Лукашенко, во взаимоотношениях Беларуси и Китая нет проблем и закрытых тем, а также абсолютно никаких расхождений в двусторонних отношениях и по вопросам международного сотрудничества.
В своей внешней политике оба государства высказываются в поддержку создания многополярной системы международных отношений и в целом стараются поддерживать друг друга на международной арене. В частности, белорусский МИД поддержал КНР в связи с беспорядками в Синьцзян-Уйгурском автономном районе летом 2009 года. Нынешнее состояние отношений двух государств официально оценивается как стратегическое взаимодействие.
Президент Республики Беларусь Александр Лукашенко неоднократно посещал Китай. Второй визит состоялся в 2001 году. В 2001 году Беларусь также посетил являвшийся в то время председателем Китайской Народной Республики Цзян Цзэминь.
В декабре 2005 года А. Лукашенко посетил КНР, где встретился с китайским руководством и подписал ряд контрактов. Президент положительно охарактеризовал итоги визита и развитие отношений с КНР, заявив о двусторонних отношениях следующее: «У нас абсолютно единые позиции на международной арене, единые концептуальные взгляды на мироустройство. У нас нет абсолютно никаких проблем во взаимоотношениях. Наши отношения — это действительно отношения друзей».

Лукашенко также присутствовал на открытии Олимпийских игр 2008 года в Пекине, совместив свою поездку с рабочим визитом. Всего Александр Лукашенко был в Китае шесть раз.
Председатель Китайской Народной Республики Ху Цзиньтао (с 2002 по 2012) не посетил Беларусь как глава государства. В то же время, Ху Цзиньтао посещал Минск с визитом, но в 2000 году, будучи заместителем председателя Китайской Народной Республики.
В 2011 году Беларусь посетили мэр Пекина Го Цзиньлун и председатель постоянного комитета Всекитайского собрания народных представителей У Банго.
Председатель Китайской Народной Республики Си Цзиньпин 10 мая 2015 года прибыл с государственным трёхдневным визитом в Беларусь.
С сентября 2022 года между Китаем и Беларусью существует «всепогодное и всестороннее стратегическое партнерство», о котором страны договорились на саммите ШОС в Самарканде. 
В марте 2023 года А. Лукашенко посетил Китай, проведя 4-часовые переговоры с Си Цзиньпином. Белорусская пресс-служба сообщала о  встречах с «высшим руководством и крупным бизнесом» КНР, а также о подписании договоренностей в общей сложности на 3,56 млрд долларов.
В декабре 2023 А. Лукашенко вновь посетил Китай. Главными темами его переговоров с Си Цзиньпином стали, по официальным сообщениям, вопросы торговли и экономического сотрудничества. На встрече с Си Лукашенко заверил, что Беларусь «была, есть и будет надежным партнером для Китая».

## Экономическое сотрудничество
Товарооборот Беларуси и КНР (экспорт в Китай и импорт из Китая; в млн. USD):
Китай обеспечивает белорусскую экономику сравнительно дешёвой сложной техникой, а также товарами массового потребления. Благодаря этому экономическое сотрудничество с Китаем активно развивается. Китай — пятый по значению торговый партнёр Беларуси вне стран СНГ, в том числе четвёртый по уровню импорта и восьмой по уровню белорусского экспорта.

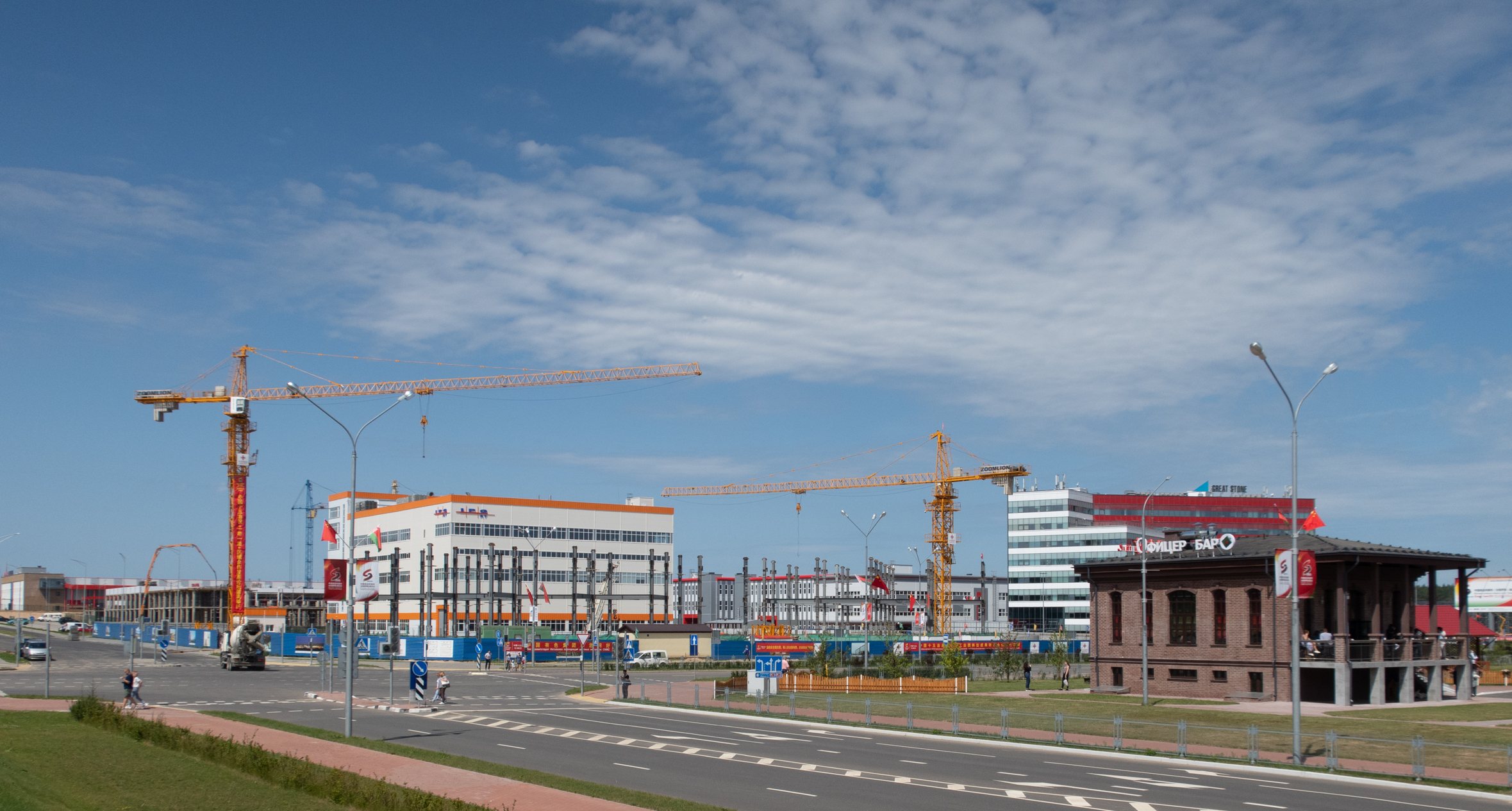
Строительство объектов индустриального парка «Великий камень»

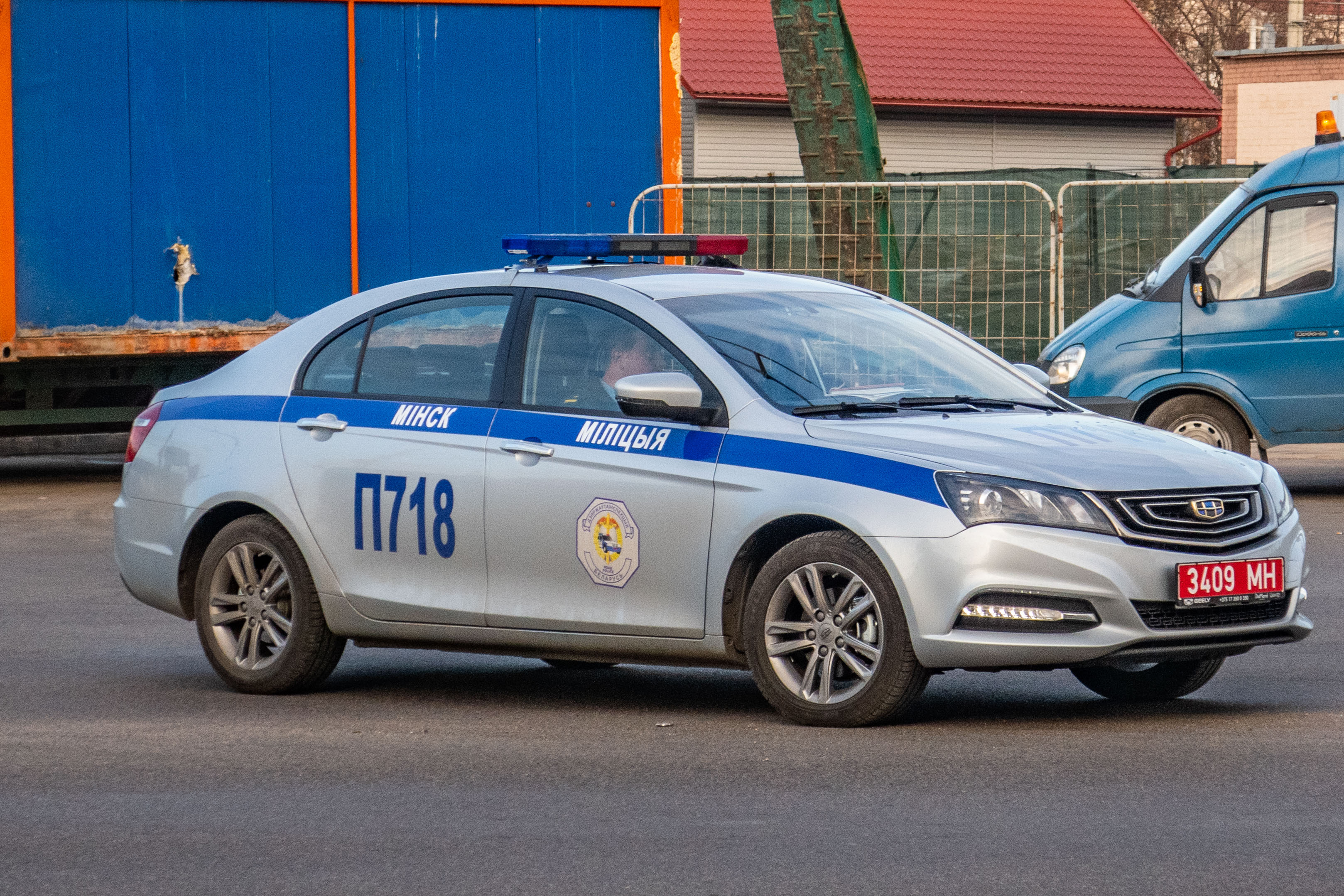
Автомобиль Geely Emgrand Белорусской госавтоинспекции

Китайско-белорусский индустриальный парк «Великий камень» в Минской области, с налоговыми льготами для китайских предприятий..
В 2006 году был преодолён рубеж товарооборота в 1 миллиард долларов. Важнейшими статьями белорусского экспорта являются калийные удобрения, капролактам, карьерные самосвалы, продукция станкостроения, электроники и металлургической промышленности. В КНР открыты представительства нескольких белорусских предприятий: МЗКТ, МТЗ, Беларуськалия и других. МТЗ также располагает сборочным цехом в КНР. В свою очередь, благодаря импорту промышленного оборудования из КНР планируется модернизация нескольких электростанций Беларуси. Также Китай поставил необходимое оборудование для оператора мобильной связи БеСТ.
По итогам 2008 года внешнеторговый оборот двух стран составлял более 2 миллиардов долларов, с заметным превышением объёма импорта над экспортом. В 2009 году внешнеторговый оборот снизился до $1,4 млрд, но в 2010 году вырос до $2,5 млрд. Белорусский экспорт в Китай изменился с $684 млн в 2008 году до $241 млн в 2009 году и $643 млн в 2010 году. Импорт китайских товаров изменился с $1,5 млрд в 2008 году до $1,2 млрд в 2009 году и $1,9 млрд в 2010 году. При этом белорусский экспорт недостаточно диверсифицирован — 52,7 % белорусского экспорта приходится на калийные удобрения, 25,2 % — на капролактам. Отмечается, что Китай стремится получить белорусскую продукцию по самым низким ценам, а в 2009 году отказался от закупки в Беларуси калийных удобрений.
Важным условием выдачи кредитов, которыми Китай финансирует экономику Беларуси, является покупка на эти кредиты китайских товаров. В 2010 году, однако, качество поставленных на эти деньги китайских товаров (оборудование для цементных заводов) подверглось критике премьер-министром Сергеем Сидорским.
Китайские компании начинают реализовывать строительные проекты в Беларуси. В 2011 году было дано начало строительству пятизвёздочного отеля «Пекин» на улице Красноармейской в центре Минска (запланированный объём инвестиций — 200 миллионов долларов). В Минске также начато строительство «китайского квартала», которое ведёт китайская строительная компания. Участки для строительства предоставляются китайским инвесторам бесплатно. В 2012 году начато создание Китайско-Белорусского индустриального парка.
С 2010 года начались работы по модернизации и развитию Белорусской железной дороги по средствам товарного кредита, выделенного китайским правительством. В частности в 2011-2012 годах поступили 12 электровозов БКГ1, а с 2015 года 17 электровозов БКГ2. В 2017 году был электрифицирован участок Молодечно — Гудогай — Государственная граница общеевропейского транспортного коридора № 9, при участии китайской компании CUEC.
В 2017 году под Борисовом (Минская область) состоялось торжественное открытие нового автосборочного предприятия совместного закрытого акционерного общества «Белджи», по крупноузловой сборке автомобилей китайской марки Geely. Также собираются и автомобили марки Zotye на предприятии ЗАО Юнисон.
С декабря 2018 года на заводе «Брестмаш» — филиале МАЗа, началась крупноузловая сборка микроавтобусов и фургонов из комплектов поставляемых фирмой JAC.
В октябре 2019 года введено в строй сборочное предприятие МАЗ-Weichai по сборке китайских автомобильных дизельных двигателей Weichai для грузовиков, автобусов, сельскохозяйственной и строительной техники.
Кроме того, бывший посол Беларуси в Китае Анатолий Тозик активно пропагандирует китайский опыт развития экономики и социальной сферы для Беларуси.
На 2023 год товарооборота — порядка 6 миллиардов долларов
Крупнейшие позиции белорусского экспорта в КНР в 2017 году (более 5 млн долларов):
- Калийные удобрения (244,8 млн долларов);
- Полиамиды (45,3 млн долларов);
- Носители информации (5,5 млн долларов);
- Лён-сырец (5,4 млн долларов).

Крупнейшие позиции белорусского импорта из КНР в 2017 году (более 20 млн долларов):
- Аппаратура связи и части к ней (267,1 млн долларов);
- Вычислительные машины (112,3 млн долларов);
- Части и принадлежности для автомобилей и тракторов (110,5 млн долларов);
- Железнодорожные локомотивы электрические (99,2 млн долларов);
- Металлоконструкции из чёрных металлов (59 млн долларов);
- Части к принимающей и передающей аппаратуре (50,5 млн долларов);
- Ткани из синтетических комплексных нитей (55,3 млн долларов);
- Гетероциклические соединения, содержащие атомы азота (37,7 млн долларов);
- Арматура и фурнитура для мебели и дверей (36,8 млн долларов);
- Овощи замороженные (34,1 млн долларов);
- Осветительное оборудование (33,5 млн долларов);
- Игрушки и головоломки (31,5 млн долларов);
- Скрученная проволока из алюминия (31,5 млн долларов);
- Пульты, панели, столы для электроаппаратуры (31,1 млн долларов);
- Арматура для трубопроводов (29,4 млн долларов);
- Части обуви (29,1 млн долларов);
- Телевизоры, мониторы, проекторы (28,8 млн долларов);
- Антибиотики (28 млн долларов);
- Инструменты ручные (27,1 млн долларов);
- Электронагревательные приборы, электроплиты (23,3 млн долларов);
- Обувь из резины (23,1 млн долларов).

## Культурное сотрудничество
Проводятся совместные выставки и другие мероприятия. В Минске работают два Института Конфуция — при Белорусском государственном университете и при Минском государственном лингвистическом университете. Открытие первого (в 2007 году) было призвано «способствовать укреплению взаимопонимания и дружбы между народами Китая и Беларуси»; в 2011 году был открыт второй институт.
Весной 2009 года произошёл инцидент, связанный с Институтом Конфуция БГУ. В Минске была проведена выставка, посвящённая Тибету, в которой были представлены фотографии, «демонстрирующие „духовное опустошение“ Тибета последних лет». К открытию выставки был также приурочен выход книги заместителя директора Института Конфуция И. Малевича «Азиатский треугольник драконов», в которой ярко выражена позиция по Тибету и Тайваню, отличная от официальной позиции КНР. В связи с этим китайские дипломаты в Беларуси выразили своё недоумение.

## Военно-техническое сотрудничество
Беларусь передала КНР технологию шасси для тяжёлых ракет и создала совместное предприятие по их производству.

## В филателии и нумизматике

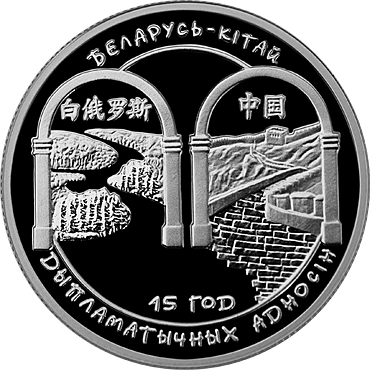
Памятная монета «Беларусь — Китай. 15 лет дипломатических отношений»
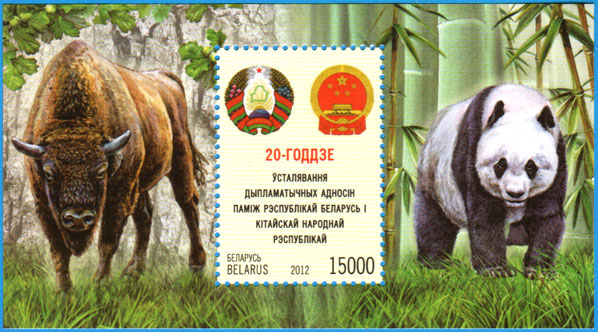
Почтовая марка Республики Беларусь к 20-летию дипломатических отношений
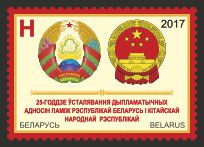
Почтовая марка Республики Беларусь к 25-летию дипломатических отношений